# Анастасий I
Анаста́сий I (Анаста́сий Дико́р; ок. 430, Диррахий — 8 или 10 июля 518) — император Восточной Римской империи с 11 апреля 491 года. За свои монофизитские взгляды получил от поздних ортодоксальных христианских авторов прозвище «Нечестивый».

## Биография
Анастасий родился в Диррахии. Дата его рождения неизвестна, но принято считать, что это произошло не позже 430 или 431 годов. Он родился в семье иллирийцев, сын Помпея (род. ок. 410 г.), аристократа из Диррахия и его жены Анастасии Константины (род. ок. 410 г.). Его мать была арианкой, сестрой Клеарха, также арианина и внучкой по отцу Галла (род. ок. 370 г.), сына Анастасия (род. ок. 352 г.) и мужа дочери Флавия Клавдия Констанция Галла и его жены Константины.
У Анастасия глаза были разного цвета, один карий, а второй голубой (гетерохромия) и по этой причине он получил прозвище Дикор (Dicorus) (греч: Δίκορος, «двух-зрачковый» или в свободном переводе «разноглазый»).
При императоре Зеноне Анастасий, имевший придворный чин силенциария, обладал отличной репутацией. Ариадна, будучи вдовой императора, возвела Анастасия на трон Восточной Римской империи, отдав ему предпочтение перед родным братом Зенона Лонгином. Вскоре после его прихода к власти 20 мая 491 года Ариадна вышла за него замуж.
Правление Анастасия I начиналось благоприятно, однако позже было расстроено войнами и религиозными распрями. Он снискал популярность народа благодаря смягчению налогового бремени, проявив силу и энергию в управлении империей. Скончался в 518 году (8 или 9 июля) во время сильной грозы, что дало повод поздним христианским авторам утверждать, что это «была кара императору: за грехи его убило молнией».

### Внутренняя и церковная политика
После длительной борьбы Анастасий I добился полного подчинения военно-землевладельческой исаврийской знати, пользовавшейся огромным влиянием при предыдущих императорах Византии.
Анастасий I опирался на торгово-ростовщическую знать. Стремился упорядочить государственные финансы. В 498 году провёл денежную реформу, введя в обращение медные монеты, фоллисы, которые достигли весомости римских ассов. Это реформа считается началом Византийской монетной системы. Отменил хрисаргир — налог на горожан, занимавшихся торговлей и ремеслом, введённый в 314 году; ввёл денежный поземельный налог (хрисотелию) взамен поставок провианта и рекрутов для войска. В 500 году издал закон, закреплявший за арендаторами земельный участок после 30-летнего срока аренды (при условии выплаты ими положенных взносов).
Анастасий I придерживался церковной политики, начатой его предшественником, и поддерживал единство церкви Византии на основе унионального исповедания Энотикона императора Зенона. Таким образом, при Анастасии Византийская церковь терпимо относилась миафизитской христологии внутри Церкви и не признавала Символа веры Халкидонского собора, по этой же причине продолжался церковный раскол между Константинополем и Римом в т. н. Акакианской схизме.

### Внешняя политика и войны
За время правления Анастасия I восточная граница Византии подверглась масштабному укреплению, включая строительство такого фортификационного сооружения, как крепость Дара, предназначенная противостоять персидской Нусайбине.
После смерти Зенона в среде исавров возникло движение против нового императора. Их влияние было одной из проблем, с которой столкнулся Анастасий I. Император лишил их должностей, конфисковал имущество и изгнал из столицы. В последовавшей упорной шестилетней войне (492—497 года) с исаврами Анастасий окончательно смирил их в самой же Исаврии. Многие из исавров были переселены во Фракию.

Летом 502 года царь Персии Кавад I вторгся в Византийскую Армению и без сопротивления захватил не подготовленные к осаде города Феодосиополь и Мартирополь. Осада Амиды, которая продолжалась в течение осени и зимы, остановила продвижение Кавада. Город пал только в начале 503 года. За это время византийцы успели вернуть Феодосиополь. После взятия Амиды персы перешли к осаде Эдессы, а византийцы попытались вернуть Амиду. В 504 году после длительной осады персидский гарнизон, охранявший Амиду, сдался, однако продолжения военных действий не произошло. Ещё через два года после прекращения военных действий был подписан мирный договор, по которому персы вернули Мартирополь и признали довоенную границу. По результатам этих походов Кавада Константинополь был вынужден выплатить контрибуцию. 

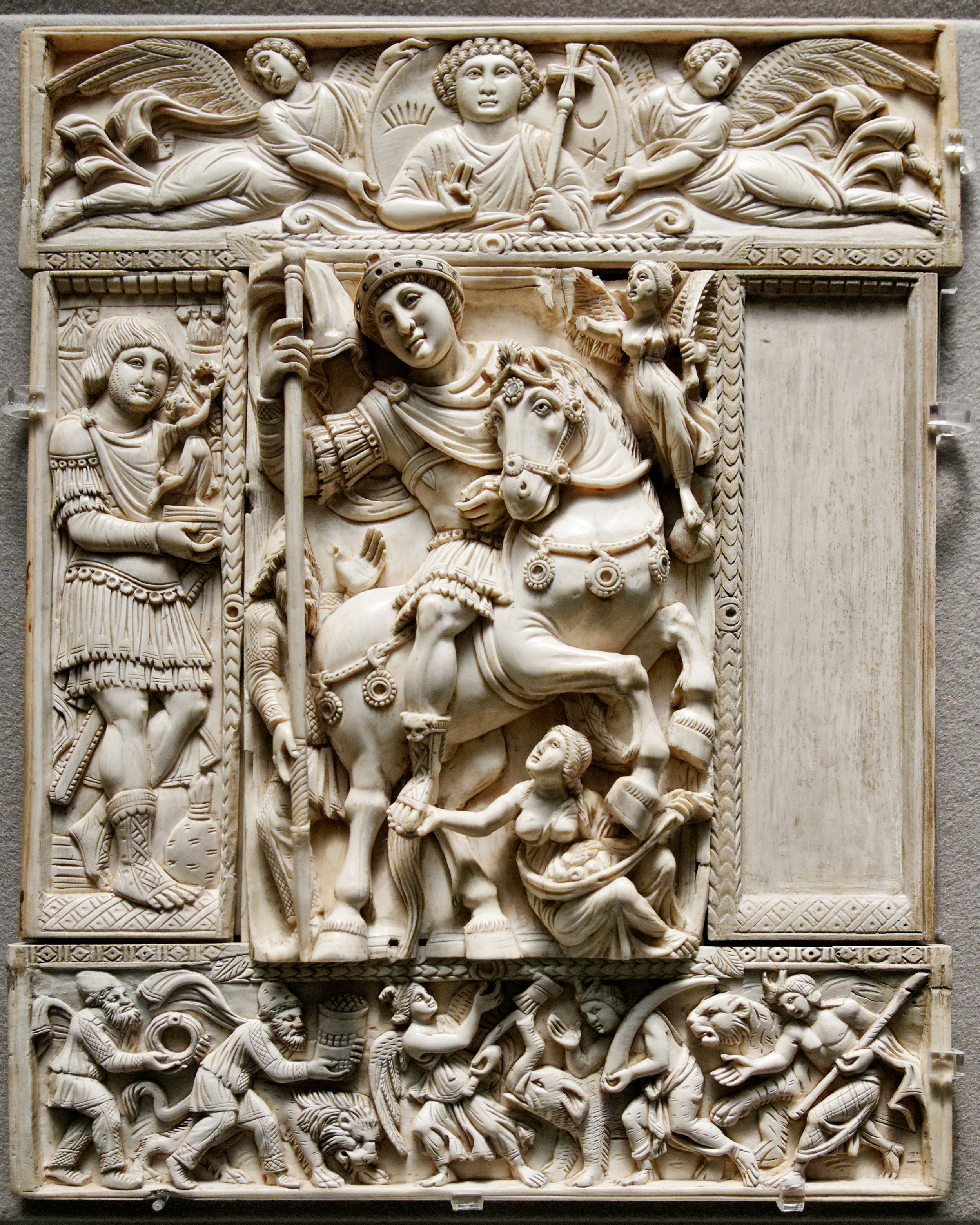
Диптих Барберини: на коне изображён Юстиниан I или сам Анастасий

В период правления Анастасия на северной границе Византийской империи объявился новый враг — славяне, упоминаемые в современных событиям источниках преимущественно под именем гетов. Анастасий укрепил Константинополь, завершив постройку Длинных стен.
В 513—515 годах подавил восстания, возглавляемые командующим федератами Виталианом.

## Характеристика
Анастасий Дикор по вероисповеданию был сторонником Энотикона (за что и получил у некоторых летописцев прозвище «Нечестивый»), но терпимо относился к радикальным православным, был в политике беспринципен, считал, что «правитель вправе нарушить любую клятву» во имя своих и общественных интересов (как, например, в истории с Виталианом); тем не менее, его нельзя обвинить в излишней жестокости, в правлении Анастасий был справедлив и рационален.